# И на камнях растут деревья
«И на камнях растут деревья» (норв. Dragens fange — «Пленник дракона») — приключенческий фильм-легенда по первой части повести Юрия Вронского «Необычайные приключения Кукши из Домовичей». Совместное производство Киностудии им. Горького и норвежской кинокомпании «Norsk Film A/S» при участии компании «Совинфильм». Режиссёры — Станислав Ростоцкий и Кнут Андерсен.
Главные роли в фильме исполнили Александр Тимошкин и Петронелла Баркер; одну из ролей второго плана сыграл Михаил Глузский.
В качестве постановщика трюковых сцен и боёв выступал Андрей Ростоцкий, сын режиссёра. Он даже сыграл в фильме эпизодическую роль, хотя его имя не указано в титрах. В съёмках батальных сцен были задействованы советские каскадёры и самбисты.
Ладьи для фильма изготовили на киностудии им. Горького, впоследствии они были подарены Выборгу, где сейчас и находятся на набережной около гостиницы «Дружба».
Фильм вышел в прокат в 1985 году, в СССР его посмотрело 19,9 млн зрителей (18 место по итогам года).

## Сюжет
Действие фильма происходит во времена завоевательных походов викингов, примерно в 860 году.
Отряд норвежских (урманских) викингов во главе с Ториром и Эйнаром нападает на деревню ильменских словен, где все мужчины погибли в бою с данами. Деревня совсем бедная и викинги забирают себе только лося, добытого Кукшей.
Неопытный, но отважный Кукша вступает в схватку с лучшим воином дружины — берсерком Сигурдом. Тот видит в Кукше лишь хорошего трэлля (раба), но мудрый предводитель Торир считает, что из парня выйдет хороший воин. Кукша хочет вернуть лося, но справиться с опытными воинами не может. Торир велит двоим дружинникам доставить его на драккар.
По пути в Норвегию корабли Торира попадают в западню, устроенную конунгами соперников — датских викингов Атли и Ацуром, под командованием которых находится крупный отряд на двух кораблях.
Первым гибнет Эйнар, убитый Ацуром копьём в спину. Разъярённый Торир надевает кольчугу, отдав приказ об атаке. Пока противники мечут друг в друга копья и топоры, смышлёный Кукша забрасывает второй корабль данов горящей смолой, приготовленной для ремонта норвежского драккара, тем самым лишив датчан решающего преимущества. Берсерк Сигурд убивает Атли (убийцу отца Кукши) и многих его воинов, а затем спасает жизнь Кукше. Тем временем Торир в поединке расправляется с Ацуром. Отдав почести погибшим соратникам, норвежцы отправляются на родину. Потеряв племянника Эйнара и будучи бездетным, Торир усыновляет славянина Кукшу под именем Эйнар Счастливый.
На зимовку викинги останавливаются в селении своих земляков, управляемом конунгом Олавом. Здесь в Кукшу влюбляется дочь конунга Сигню, рука которой давно обещана берсерку Сигурду, лучшему бойцу в дружине Торира. Но Сигурд — берсерк, независимый и крайне своенравный воин, что не устраивает властную и предприимчивую мать Сигню и Харальда — Тюру.
Тюра хочет, чтобы мужем Сигню стал Кукша, подружившийся с юным Харальдом. Чужеземец ловок, сообразителен, хорош собой и невероятно, по мнению пленивших его норвежцев, удачлив. Во имя этого брат девушки Харальд и их мать Тюра идут на коварные интриги. В частности, Харальд обратился к колдунье, давшей ему порошок для убийства Сигурда. Новонаречённый Эйнар (Кукша) заменил опасный порошок на обычный пепел, искренне считая такое убийство нечестным и намереваясь победить Сигурда в поединке. Тюра, в свою очередь, даёт указание двум вооружённым воинам напасть на пьяного и безоружного Сигурда, как только он выйдет на тёмную улицу. Сигурд убил одного из напавших его же собственным мечом, а дружина Торира была вынуждена покинуть гостеприимный берег. Торир планирует забрать Сигурда, который скрывается в лесу, за пределами деревни. Брат Сигню Харальд пытается хитростью, а затем и силой удержать Кукшу. В результате гибнет дружинник Оттар, а Кукшу обезоруживают и связывают. Затем Сигню, при помощи учёного раба-византийца Левиуса, помогает сбежать любимому. На глазах у Торира и его дружины Харальд убивает Левиуса. Сигню возвращает Кукше его нож и в слезах прощается с ним. Прячущийся от возмездия за вынужденное убийство, Сигурд встречает Сигню в лесу, где она ему признаётся, что любит Кукшу. В возникшей перепалке Сигню погибает от меча Сигурда, преднамеренно бросившись на него. Харальд с воинами находят мёртвую девушку и обезумевшего от горя Сигурда.
Торир и Кукша уплывают на восток, в Гардарику, где Торир собирается оставить разбойничий промысел и заняться торговлей, а Кукша планирует побег на родину.

## В ролях
- Александр Тимошкин — Кукша/Эйнар
- Петронелла Баркер — Сигню (Signy)
- Тур Стокке — Торир (Torir)
- Тургейр Фоннлид (норв. Torgeir Fonnlid) — Сигурд (Sigurd)
- Йон Андерсен (норв. John (Jon) Andresen) — Харальд (Harald)
- Лисе Фьельстад — Тюра (Tyra)
- Виктор Шульгин — Олав (Olav)

Торир и Кукша покидают фиорд. Кадр из фильма

- Михаил Глузский — Левиус/«Плешивый»
- Пер Сундерланд[норв.] — Гутторм (Guttorm)
- Валентина Титова — мать Кукши
- Василий Кравцов — дед
- Вера Панасенкова — сестра Кукши
- Валерий Классен — Эйнар
- Татьяна Сурначёва — рабыня
- Елена Озерцова — Ингрид, колдунья
- Николай Карпов — Отар
- Валерий Лысенков — Атли
- Николай Маковский — Ацур
- Владимир Антоник — эпизод
- Андрей Ростоцкий — эпизод

## Съёмочная группа
- Режиссёры — Станислав Ростоцкий, Кнут Андерсен (no:Knut Andersen)
- Сценаристы — Александр Александров, Станислав Ростоцкий, Геннадий Шумский
- Композитор — Эгиль Монн-Иверсен (no:Egil Monn-Iversen)
- Оператор — Вячеслав Шумский
- Художник-постановщик — Сергей Серебреников
- Художники по костюмам — Эльза Рапопорт, Людмила Строганова
- Звукорежиссёр — Игорь Строканов
- Монтаж — Валентина Миронова, Лидия Коростелёва

В качестве учёного консультанта значительный вклад в создание фильма внёс историк-медиевист Арон Яковлевич Гуревич. Неоценимая заслуга в рождении кинокартины принадлежит советским каскадерам и спортсменам-самбистам, обеспечившим реалистичность батальных сцен и эпизодов фильма, особенно мастеру спорта СССР по самбо Валерию Волостных.

## Фестивали и награды
- 1986 — 19 Всесоюзный кинофестиваль (Алма-Ата) в программе художественных фильмов: приз «За вклад в развитие советских исторических фильмов» — Станиславу Ростоцкому за фильм «И на камнях растут деревья»[1].
- За исполнение роли славянского юноши Кукши Александр Тимошкин получил приз «Серебряная ладья» и диплом на VI Норвежском Национальном кинофестивале в 1985 году.